# Slint
Slint was een Amerikaanse rockgroep uit Louisville, Kentucky, die vaak wordt beschouwd als een van de eerste postrockgroepen. De band werd in de jaren 80 gevormd uit de restanten van Squirrel Bait.

## Geschiedenis
Het debuutalbum Tweez werd geproduceerd door Steve Albini en in 1989 bij gebrek aan een label uitgegeven door Jennifer Hartman, een vriendin van de groep. Twee jaar later kwam de hooggewaardeerde opvolger Spiderland uit bij Touch & Go. Toen het album uitkwam was Slint echter al uit elkaar. In 1994 bracht Slint nog een ep uit met twee nummers: Glenn/Rhoda.
Na het uiteenvallen van Slint hebben leden van Slint nog samengewerkt met andere muzikanten (Will Oldham) en in andere bands gespeeld zoals The Breeders, Zwan en Tortoise.
In 2005 toerden Brian McMahan, David Pajo en Britt Walford opnieuw onder de naam Slint tijdens de festivals van All Tomorrow's Parties in Engeland. Toen ze in 2006 nog enkele optredens afhandelden in Europa en de Verenigde Staten, kregen vele fans hoop dat er nieuw materiaal op komst zou zijn. Deze gevoelens werden echter de kop ingedrukt toen McMahan nog eens formeel ontkende dat ze samen zouden doorgaan, en toen achteraf de gebruikte gitaren via eBay werden verkocht.
In 2007 kondigde het Barcelonese muziekfestival Primavera Sound aan dat Slint hun album Spiderland in zijn volledige vorm zullen brengen. Dit wakkerde de geruchten over een reünie en nieuwe nummers weer aan.
Tijdens hun optreden in Nederland, op 21 mei 2007, speelde Slint een eerste nieuw nummer, dat de titel Kings Approach draagt.

## Bezetting
- Brian McMahan – gitaar en zang (1986–1990, 1992, 1994, reünies)
- David Pajo – gitaar (1986–1990, 1992, 1994, reünies)
- Britt Walford  – drumstel, gitaar en zang (1986–1990, 1992, 1994, reünies)
- Ethan Buckler – basgitaar (1986–1987)
- Todd Brashear  – basgitaar (1988–1990, 1992)

## Discografie

### Studioalbums
- Tweez (1989)
- Spiderland (1991)

### Ep
- Slint (1994)

- Gemeinsame Normdatei: 10301768-9
- International Standard Name Identifier: 0000 0000 9426 4234
- MusicBrainz: 2869c510-2679-4a3f-bf15-e5e8b49f2f28
- Nationale Bibliotheek van Israël: 987007358267205171
- Virtual International Authority File: 479149294400380522632